# 帕拉纳西蒂
帕拉纳西蒂是巴西巴拉那州的一个市镇。总面积348.951平方公里，总人口9876人，人口密度28.3人/平方公里。